# Pesanggrahan (Wonokerto)
Pesanggrahan is een bestuurslaag in het regentschap Pekalongan van de provincie Midden-Java, Indonesië. Pesanggrahan telt 2474 inwoners (volkstelling 2010).